# Eicissus decipiens
Eicissus decipiens är en insektsart som beskrevs av Fowler 1897. Eicissus decipiens ingår i släktet Eicissus och familjen Epipygidae. Inga underarter finns listade i Catalogue of Life.